# Ликовни клуб Мозаик
Ликовни клуб "Мозаик" основан је 1. новембра 1974. године у Бору, као плод напора да се у рударској средини подстакне духовно стваралаштво радничке класе. Иако је намера била да окупи аматере, укључили су се у његово постојање и образовани слојеви. Уочи самог оснивања клуба, приређена је заједничка изложба слика, скулптура, дизајна и графика које су сачинили рудари, радници, пензионери, лекари, студенти, инжењери и службеници. С обзиром да су се на тај начин сабрали разноврсни садржаји сачињени различитим техникама, по сведочењу најстаријег учесника Фрање Унбехенда, изложба је добила назив "Мозаик", што је искоришћено и за име клуба.
Циљ је био да се пружи прилика радничким слојевима да се изразе у ликовној уметности и вајарству и подстакне духовни развој личности. Тиме се тежило да се развеје стереотип о Бору као индустријски оптерећеној животној средини са нискообразованим становништвом. Број чланова није био ограничен, а приступ клубу је био отворен за свакога. Колико је велика потреба постојала за оваквим видом подстицања грађанства на уметничко стваралштво, говори чињеница да је следеће године клубу додељена Октобарска награда града Бора.
Ликовни клуб "Мозаик" је од свог оснивања имао уређени атеље у Дому културе при тадашњем Центру за културу, све до 1984. године, када су се културне институције преобликовале. Од тада клуб је организационо прикључен Културно-уметничком друштву "Бор". У новонасталим отежаним условима постојања одржаване су годишње општинске, регионалне и републичке смотре. Приређиване су самосталне изложбе у сарадњи са борским Музејом рударства и металургије.